# فرد دل
فرد دل (انگلیسی: Fred Dell؛ ۱۰ دسامبر ۱۹۱۵ – ۱۹۷۰ (۵۴−۵۵ سال)) بازیکن فوتبال اهل بریتانیا بود.
از باشگاه‌هایی که در آن بازی کرده‌است می‌توان به باشگاه فوتبال دونکستر راورز، باشگاه فوتبال دارتفورد، و باشگاه فوتبال وستهام یونایتد اشاره کرد.